# مولیبدات نقره
مولیبدات نقره (به انگلیسی: Silver molybdate) با فرمول شیمیایی Ag۲MoO۴ یک ترکیب شیمیایی با شناسه پاب‌کم ۱۶۲۱۷۳۷۸ است؛ که جرم مولی آن 375.67.77 g/mol می‌باشد. شکل ظاهری این ترکیب، بلورهای زرد است.